# Erhard de Lessines
Erhard de Lessines ou Erard de Lézinnes est un cardinal français né vers 1230 en Champagne-Ardenne et décédé le 12 juillet 1278 à Rome.

## Biographie

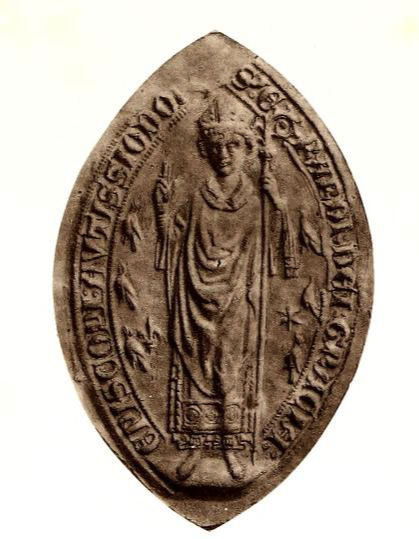

Erhard de Lessines est le fils de Guillaume de Lézinnes, maréchal de Champagne et seigneur de Villy et de Lézinnes, cousin germain de Guillaume II de Villehardouin, prince d'Achaïe, et de Marguerite de Mello, sœur de Guy de Mello évêque d'Auxerre. Sa famille est alliée à la maison de France, à celle d’Écosse et aux ducs de Bretagne.
Dans sa jeunesse il enseigne les Humanités ; par la suite il étudie à Paris les droits civil et canon et devient licencié.
Son oncle Guy de Mello le fait chanoine en 1250, succédant au défunt chanoine Guillaume de Clugny.
En 1253 ou 1254 sa mère décède et il devient seigneur de Lesignes.
Élu quelques années après 1260 doyen du chapitre d'Auxerre, il est connu pour être un excellent prêcheur.
Il est élu évêque d'Auxerre en 1271. Son élection est confirmée avant la fin de l'année, mais au vu des dates il n'a pu être reconnu et reçu comme évêque à Auxerre qu'au début de 1272, soit 15 mois après le décès de son oncle. Ce qui ne l'empêche pas d'être choisi pour arbitre dès 1271 par Henri de Navarre, comte de Champagne et de Brie, et par Thibaut comte de Bar féal d'Henri, au sujet de la grange de Vieil-MoutierCe n'est que l'une de ses actions "officielles" extra-diocésaines, nombreuses en comparaison de celles, rares, concernant son diocèse. Rares, mais notables pour autant. Confronté aux habitants d'Appoigny, d'Esbries et de Bailly qui refusent de payer la dîme, il leur propose avec le consentement du chapitre de leur remettre la main-morte et qu'ils  payent un forfait de 80 livres par an pour leur taille. À la suite de quoi les habitants acceptent de payer la dîme sur toutes leurs productions, et Lessines accroît ainsi les revenus de l'évêché de plus de 300 livres par an. De façon générale, il est généreux - notamment envers le chapitre de chanoines mais ferme pour ce qui est de la reconnaissance de ses droits épiscopaux vis-à-vis des seigneurs que des gens du peuple. Sa fermeté l'amène à entrer en conflit avec les moines du prieuré de la Charité à deux reprises. Il est débouté pour la première affaire. Mais pour la deuxième affaire le prieur de la Charité refuse de lui livrer une femme suspectée d'hérésie car elle vient de la même ville que lui. Lessines jette un interdit sur la ville de la Charité, mais dédaignant son interdit les moines continuent à enterrer les morts. L'archevêque de Sens et l'abbé de Cluny doivent intervenir pour établir un traité de paix, moyennant quoi le prieur doit livrer la femme à l'évêque, l'un des moines coupables de non-respect de l'interdit doit demander pardon à genoux au nom de tous ses confrères dans le même cas, et - mesure terrible qui frappe les esprits - Lessines fait déterrer les vingt corps "illégalement enterrés", leur donne son absolution posthume, fait célébrer une messe des morts puis autorise enfin leur inhumation.
Hugues de Noyers, 58e évêque d'Auxerre (1183-1206) avait déjà grandement embelli le château de Beauretour à Charbuy (voir la section "Histoire"), le transformant "en une maison de plaisance tout à fait princière". Lessines y donne une salle neuve et fait construire quelques appartements à l'entrée.
Le comté d'Auxerre passe à la maison de Chalon en 1268, par le mariage d'Alix de Bourgogne-Auxerre avec Jean de Chalon. À la suite d'un conflit avec Jean de Chalon, Lessines se déplace jusqu'à Rome à l'automne 1276. Nicolas III, qui a succédé le 25 novembre 1277 à Jean XXII, le nomme cardinal-évêque de Palestrina le 12 mars 1278. La nouvelle de sa promotion arrive à Auxerre pendant l'été 1278 mais le chapitre ne décide d'une date pour l'élection de son successeur que le 4 octobre 1278. Entre-temps, Lessines est tombé malade à Rome pendant l'été. Il y meurt le 18 mars 1279.